# Maud Powell
Maud Powell (Peru, 22 agosto 1867 – Uniontown, 8 gennaio 1920) è stata una violinista statunitense.

## Biografia
Minnie ‘Maud’ Powell iniziò a prendere lezioni di violino e pianoforte ad Aurora (Kane County, Illinois) intorno ai 7 anni e a 9 proseguì gli studi di pianoforte con Agnes Ingersoll e violino con William Lewis a Chicago. A 13 anni continuò a istruirsi in Europa. Studiò con Henry Schradieck al Conservatorio di Lipsia, Charles Dancla al Conservatorio di Parigi e József Joachim alla Hochschule di Berlino. Nel 1885 debuttò col Concerto n. 1 di Bruch con i Berliner Philharmoniker sotto la direzione di Joachim e dopo il suo ritorno negli Stati Uniti con la New York Philharmonic sotto la direzione di Theodore Thomas. 
Il 7 aprile 1894 eseguì il Concerto per violino di Dvořák con la New York Philharmonic e la direzione di Anton Seidl nella Carnegie Hall di New York sotto la supervisione del compositore. 
Powell è stata un’autorevole sostenitrice della musica americana, delle donne compositrici e dei compositori di colore, tra cui Samuel Coleridge-Taylor. Fu una delle prime interpreti statunitensi a proporre famosi concerti violinistici di Lalo, Čajkovskij, Saint-Saëns, Dvořák, e in particolare del Concerto (1903-05) di Sibelius.
Nel 1904 è stata tra i primi strumentisti ad eseguire registrazioni per la Victor Talking Machine Company. Il 27 novembre 1919 a St. Louis, Missouri, crollò sul palco dopo un attacco di cuore. Morì di infarto l'8 gennaio 1920 mentre era in tournée a Uniontown, in Pennsylvania.